# Eva Ekvall
Eva Mónica Anna Ekvall Johnson (Caracas, 15 de março de 1983 – Houston, 17 de dezembro de 2011) foi uma modelo e apresentadora de TV da Venezuela eleita Miss Venezuela em 2000. Ficou na terceira colocação no ano de 2001.
Foi apresentadora de Las Rottenmayer no canal Televen e depois conduziu o Noticiero Televen.

## Câncer
Ekvall foi diagnosticada com câncer de mama em 2010 e acabou por perder seus cabelos além de fazer uma mastectomia dupla. Lançou um livro intitulado Fuera de Foco mostrando sua luta contra o câncer.